# Léon Mugesera
Léon Mugesera, né en 1952 à Kibilira (préfecture de Gisenyi, nord-ouest du Rwanda), est un homme politique rwandais, condamné à la prison à vie en 2016 pour incitation au génocide des Tutsis au Rwanda en 1994.

## Carrière rwandaise
Enseignant à la faculté de lettres de l'Université nationale du Rwanda (UNR), il fut aussi conseiller politique à la permanence du Mouvement révolutionnaire national pour le développement (MRND) et responsable de la commission chargée de la rénovation du MRND. Vice-président du comité préfectoral du MRND de Gisenyi (la préfecture du président Juvénal Habyarimana), il est fréquemment décrit par les principaux spécialistes de la régioncomme l'un des représentants de la tendance Hutu Power (Hutu Pawa) du MRND. Selon Filip Reyntjens, dès 1973 il faisait partie des Comités de salut, organisation secrète persécutant les Tutsi.
La charge principale pesant contre lui est liée à un célèbre discours qu'il a tenu à Kabaya (petit bourg du nord-ouest, sous-préfecture de la préfecture de Gisenyi) en novembre 1992, en tant que vice-président du comité préfectoral du MRND de Gisenyi. Souvent qualifié d'incendiaire, ce discours menaçait notamment les Tutsi d'un « retour » express et violent vers l'Éthiopie (le pays de leur origine selon la propagande raciste de la tendance Pawa), ainsi que les membres de l'opposition libérale.
« Ntabwo uzi kwumva no gusoma ? Jye ndakumenyesha ko iwanyu ali muli Ethiopiya, ko tuzabanyuza muli Nyabarongo mukagera yo bwangu ! »
— Leon Mugesera
        
« Ne sais-tu pas donc ni écouter ni lire ? Moi, je te fais savoir que chez toi, c'est en Éthiopie, que nous vous ferons passer par la Nyabarongo pour que vous parveniez vite là-bas »,. »
— Traduction du Professeur Thomas Kamanzi - voir lien externe)
À la suite de ce discours, un mandat d'arrêt fut lancé par le ministre de la Justice rwandais, mais Mugesera se cacha puis parvint à gagner le Canada en 1993. Bien que cette fuite ait eu lieu un an avant le génocide des Tutsi et le massacres des opposants hutu au Rwanda, Léon Mugesera est considéré par les autorités judiciaires rwandaises comme l'un des cadres politiques responsables de la planification du génocide de 1994[réf. nécessaire] ; à ce titre, il figure sur la liste des suspects de la « 1re catégorie ».

## Carrière et péripéties judiciaires canadiennes
Depuis 1993, Léon Mugesera réside au Québec (Canada), avec sa famille. Y aspirant d’abord au statut de réfugié politique, il obtient rapidement celui de résident permanent. Entre l'automne 1993 et l'hiver 1994, il occupe un poste à l'Université Laval de Québec. Cependant, l’exhumation du discours de Kabaya dès la fin du génocide conduit les autorités canadiennes à s’intéresser de plus près à son nouveau résident permanent, lui reprochant notamment d'avoir « caché des informations aux fonctionnaires chargés de recevoir, en 1993, sa demande de résidence permanente ». En 2001, la Cour fédérale retient les allégations d'incitation au meurtre, à la haine et au génocide ; le tribunal ne conclut toutefois pas à un crime contre l'humanité. En septembre 2003, la Cour d'appel fédérale annule la décision de la Cour fédérale. En 2005, la Cour suprême conclut que la Cour d'appel a erré en droit en réinterprétant excessivement la preuve déjà analysée par la Commission.

## Décision d'expulsion
Le 11 janvier 2012, à la suite d'un malaise au lendemain de la décision de la Cour fédérale d'ordonner son expulsion du Canada le 12 janvier, Léon Mugesera est admis d'urgence dans un hôpital de Québec. Il est immédiatement arrêté par l'Agence des services frontaliers du Canada à sa sortie d’hôpital. Le 23 janvier 2012, l'Agence des services frontaliers du Canada (ASFC) conduit Léon Mugesera à l'aéroport international Montréal P.E Trudeau avant son renvoi dans son pays d'origine.

## Procès au Rwanda
« C'est menottes aux poignets et encadré par deux policiers que Léon Mugesera, 60 ans, est apparu sur le tarmac de l'aéroport de Kigali, dans la nuit du 24 au 25 janvier [2012] ». Le procès de Léon Mugesera s'est ainsi ouvert au Rwanda en septembre 2012, après de nombreuses exigences de la défense concernant la préparation du procès, le financement de l'avocat, la langue utilisée pendant le procès, etc. Le procès se déroule en kinyarwanda, malgré le souhait de Léon Mugesera qu'il se déroule en français.  Le 15 avril 2016, Léon Mugesera est condamné à la prison à vie à Kigali, au Rwanda, pour incitation au génocide des Tutsis en 1994. L'universitaire de 63 ans a été condamné pour son discours prononcé en 1992.